# Eliminatoria a la Eurocopa Sub-18 2001
La Eliminatoria al Campeonato Europeo Sub-18 2001 fue la ronda clasificatoria que disputaron 50 selecciones juveniles de Europa entre el 2000 y el 2001 para determinar a los 7 clasificados a la fase final del torneo a disputarse en Finlandia.

## Primera ronda

### Grupo 1
Los partidos se jugaron en Chipre.
| País        | J | G | E | P | GF | GC | GD | Pts |
| ----------- | - | - | - | - | -- | -- | -- | --- |
| Ucrania     | 3 | 3 | 0 | 0 | 6  | 1  | +5 | 9   |
| Hungría     | 3 | 1 | 1 | 1 | 7  | 4  | +3 | 4   |
| Bielorrusia | 3 | 0 | 2 | 1 | 2  | 5  | –3 | 2   |
| Chipre      | 3 | 0 | 1 | 2 | 2  | 7  | –5 | 1   |

|  | Chipre      | 1–2 | Ucrania     |
|  | Hungría     | 2–2 | Bielorrusia |
|  | Bielorrusia | 0–3 | Ucrania     |
|  | Hungría     | 5–1 | Chipre      |
|  | Bielorrusia | 0–0 | Chipre      |
|  | Ucrania     | 1–0 | Hungría     |

### Grupo 2
Los partidos se jugaron en Grecia.
| País       | J | G | E | P | GF | GC | GD | Pts |
| ---------- | - | - | - | - | -- | -- | -- | --- |
| Grecia     | 3 | 3 | 0 | 0 | 5  | 0  | +5 | 9   |
| Rumania    | 3 | 2 | 0 | 1 | 9  | 1  | +8 | 6   |
| Estonia    | 3 | 1 | 0 | 2 | 4  | 8  | –4 | 3   |
| Luxemburgo | 3 | 0 | 0 | 3 | 1  | 10 | –9 | 0   |

|  | Estonia    | 4–1 | Luxemburgo |
|  | Grecia     | 1–0 | Rumania    |
|  | Grecia     | 1–0 | Estonia    |
|  | Rumania    | 3–0 | Luxemburgo |
|  | Luxemburgo | 0–3 | Grecia     |
|  | Rumania    | 6–0 | Estonia    |

### Grupo 3
Los partidos se jugaron en Malta.
| País          | J | G | E | P | GF | GC | GD  | Pts |
| ------------- | - | - | - | - | -- | -- | --- | --- |
| Bélgica       | 3 | 2 | 1 | 0 | 11 | 1  | +10 | 7   |
| Suiza         | 3 | 2 | 1 | 0 | 6  | 2  | +4  | 7   |
| Liechtenstein | 3 | 0 | 1 | 2 | 2  | 7  | –5  | 1   |
| Malta         | 3 | 0 | 1 | 2 | 1  | 10 | –9  | 1   |

|  | Bélgica       | 3–0 | Liechtenstein |
|  | Suiza         | 2–0 | Malta         |
|  | Bélgica       | 1–1 | Suiza         |
|  | Liechtenstein | 1–1 | Malta         |
|  | Liechtenstein | 1–3 | Suiza         |
|  | Malta         | 0–7 | Bélgica       |

### Grupo 4
Los partidos se jugaron en Turquía.
| País       | J | G | E | P | GF | GC | GD  | Pts |
| ---------- | - | - | - | - | -- | -- | --- | --- |
| Israel     | 3 | 3 | 0 | 0 | 8  | 1  | +7  | 9   |
| Turquía    | 3 | 2 | 0 | 1 | 12 | 1  | +11 | 6   |
| Albania    | 3 | 1 | 0 | 2 | 2  | 7  | –5  | 3   |
| San Marino | 3 | 0 | 0 | 3 | 0  | 13 | –13 | 0   |

|  | Albania    | 1–0 | San Marino |
|  | Israel     | 1–0 | Turquía    |
|  | San Marino | 0–4 | Israel     |
|  | Turquía    | 4–0 | Albania    |
|  | Albania    | 1–3 | Israel     |
|  | Turquía    | 8–0 | San Marino |

### Grupo 5
Los partidos se jugaron en Italia.
| País        | J | G | E | P | GF | GC | GD  | Pts |
| ----------- | - | - | - | - | -- | -- | --- | --- |
| Inglaterra  | 3 | 3 | 0 | 0 | 11 | 1  | +10 | 9   |
| Italia      | 3 | 2 | 0 | 1 | 16 | 2  | +14 | 6   |
| Islas Feroe | 3 | 1 | 0 | 2 | 2  | 11 | –9  | 3   |
| Andorra     | 3 | 0 | 0 | 3 | 0  | 15 | –15 | 0   |

|  | Andorra     | 0–4 | Inglaterra  |
|  | Islas Feroe | 0–6 | Italia      |
|  | Inglaterra  | 5–0 | Islas Feroe |
|  | Italia      | 9–0 | Andorra     |
|  | Inglaterra  | 2–1 | Italia      |
|  | Islas Feroe | 2–0 | Andorra     |

### Grupo 6
Los partidos se jugaron en Polonia.
| País     | J | G | E | P | GF | GC | GD | Pts |
| -------- | - | - | - | - | -- | -- | -- | --- |
| Polonia  | 3 | 3 | 0 | 0 | 6  | 0  | +6 | 9   |
| Islandia | 3 | 1 | 0 | 2 | 2  | 3  | –1 | 3   |
| Armenia  | 3 | 1 | 0 | 2 | 2  | 4  | –2 | 3   |
| Lituania | 3 | 1 | 0 | 2 | 3  | 6  | –3 | 3   |

|  | Armenia  | 0–1 | Islandia |
|  | Lituania | 0–3 | Polonia  |
|  | Armenia  | 2–1 | Lituania |
|  | Islandia | 0–1 | Polonia  |
|  | Islandia | 1–2 | Lituania |
|  | Polonia  | 2–0 | Armenia  |

### Grupo 7
Los partidos se jugaron en Austria.
| País                 | J | G | E | P | GF | GC | GD  | Pts |
| -------------------- | - | - | - | - | -- | -- | --- | --- |
| Austria              | 3 | 3 | 0 | 0 | 10 | 1  | +9  | 9   |
| Rusia                | 3 | 2 | 0 | 1 | 15 | 4  | +11 | 6   |
| Azerbaiyán           | 3 | 1 | 0 | 2 | 2  | 13 | –11 | 3   |
| Bosnia y Herzegovina | 3 | 0 | 0 | 3 | 1  | 10 | –9  | 0   |

|  | Azerbaiyán           | 0–10 | Rusia                |
|  | Bosnia y Herzegovina | 0–4  | Austria              |
|  | Azerbaiyán           | 2–1  | Bosnia y Herzegovina |
|  | Rusia                | 1–4  | Austria              |
|  | Austria              | 2–0  | Azerbaiyán           |
|  | Rusia                | 4–0  | Bosnia y Herzegovina |

### Grupo 8
Los partidos se jugaron en la República Checa.
| País            | J | G | E | P | GF | GC | GD | Pts |
| --------------- | - | - | - | - | -- | -- | -- | --- |
| República Checa | 3 | 3 | 0 | 0 | 8  | 0  | +8 | 8   |
| Irlanda         | 3 | 2 | 0 | 1 | 5  | 3  | +2 | 6   |
| Bulgaria        | 3 | 0 | 1 | 2 | 3  | 6  | –3 | 1   |
| Moldavia        | 3 | 0 | 1 | 2 | 1  | 8  | –7 | 1   |

|  | Moldavia        | 1–1 | Bulgaria        |
|  | Irlanda         | 0–1 | República Checa |
|  | Bulgaria        | 0–2 | República Checa |
|  | Moldavia        | 0–2 | Irlanda         |
|  | Bulgaria        | 2–3 | Irlanda         |
|  | República Checa | 5–0 | Moldavia        |

### Grupo 9
| País         | J | G | E | P | GF | GC | GD | Pts |
| ------------ | - | - | - | - | -- | -- | -- | --- |
| Países Bajos | 4 | 3 | 0 | 1 | 8  | 5  | +3 | 9   |
| Alemania     | 4 | 2 | 0 | 2 | 8  | 9  | –1 | 6   |
| Francia      | 4 | 1 | 0 | 3 | 7  | 9  | –2 | 3   |

|  | Francia      | 1–2 | Países Bajos |
|  | Francia      | 4–2 | Alemania     |
|  | Países Bajos | 0–1 | Alemania     |
|  | Alemania     | 3–1 | Francia      |
|  | Alemania     | 2–4 | Países Bajos |
|  | Países Bajos | 2–1 | Francia      |

### Grupo 10
Los partidos se jugaron en Eslovenia.
| País                | J | G | E | P | GF | GC | GD | Pts |
| ------------------- | - | - | - | - | -- | -- | -- | --- |
| Dinamarca           | 2 | 2 | 0 | 0 | 4  | 2  | +2 | 6   |
| Macedonia del Norte | 2 | 1 | 0 | 1 | 2  | 2  | 0  | 3   |
| Eslovenia           | 2 | 0 | 0 | 2 | 1  | 3  | –2 | 0   |

|  | Macedonia | 1–0 | Eslovenia           |
|  | Dinamarca | 2–1 | Macedonia del Norte |
|  | Eslovenia | 1–2 | Dinamarca           |

### Grupo 11
Los partidos se jugaron en Eslovaquia.
| País       | J | G | E | P | GF | GC | GD | Pts |
| ---------- | - | - | - | - | -- | -- | -- | --- |
| Eslovaquia | 2 | 2 | 0 | 0 | 7  | 0  | +7 | 6   |
| Gales      | 2 | 1 | 0 | 1 | 2  | 1  | +1 | 3   |
| Letonia    | 2 | 0 | 0 | 2 | 0  | 8  | –8 | 0   |

|  | Eslovaquia | 1–0 | Gales      |
|  | Gales      | 2–0 | Letonia    |
|  | Letonia    | 0–6 | Eslovaquia |

### Grupo 12
Los partidos se jugaron en Suecia.
| País       | J | G | E | P | GF | GC | GD | Pts |
| ---------- | - | - | - | - | -- | -- | -- | --- |
| Yugoslavia | 2 | 1 | 1 | 0 | 5  | 4  | +1 | 4   |
| Escocia    | 2 | 0 | 2 | 0 | 6  | 6  | 0  | 2   |
| Suecia     | 2 | 0 | 1 | 1 | 6  | 7  | –1 | 1   |

|  | Suecia     | 4–4 | Escocia    |
|  | Escocia    | 2–2 | Yugoslavia |
|  | Yugoslavia | 3–2 | Suecia     |

### Grupo 13
Los partidos se jugaron en Croacia.
| País    | J | G | E | P | GF | GC | GD | Pts |
| ------- | - | - | - | - | -- | -- | -- | --- |
| España  | 2 | 2 | 0 | 0 | 5  | 0  | +5 | 6   |
| Croacia | 2 | 1 | 0 | 1 | 2  | 3  | –1 | 3   |
| Georgia | 2 | 0 | 0 | 2 | 0  | 4  | –4 | 0   |

|  | Georgia | 0–2 | Croacia |
|  | España  | 2–0 | Georgia |
|  | Croacia | 0–3 | España  |

### Grupo 14
Los partidos se jugaron en Portugal.
| País              | J | G | E | P | GF | GC | GD | Pts |
| ----------------- | - | - | - | - | -- | -- | -- | --- |
| Portugal          | 2 | 2 | 0 | 0 | 3  | 0  | +3 | 6   |
| Noruega           | 2 | 1 | 0 | 1 | 3  | 3  | 0  | 3   |
| Irlanda del Norte | 2 | 0 | 0 | 2 | 1  | 4  | –3 | 0   |

|  | Portugal          | 1–0 | Irlanda del Norte |
|  | Irlanda del Norte | 1–3 | Noruega           |
|  | Noruega           | 0–2 | Portugal          |

## Segunda ronda
| Equipo 1     | Agr. | Equipo 2        | Ida | Vuelta |
| ------------ | ---- | --------------- | --- | ------ |
| Grecia       | 1–2  | Ucrania         | 1–1 | 0–1    |
| Bélgica      | 4–3  | Israel          | 4–1 | 0–2    |
| Inglaterra   | 0–1  | Polonia         | 0–1 | 0–0    |
| Austria      | 0–4  | República Checa | 0–2 | 0–2    |
| Países Bajos | 3–4  | Dinamarca       | 1–1 | 2–3    |
| Eslovaquia   | 2–5  | Yugoslavia      | 1–1 | 1–4    |
| España       | 3–1  | Portugal        | 0–0 | 3–1    |